# Фестиваль устного рассказа юга Огайо
Фестиваль устного рассказа юга Огайо (англ. Southern Ohio Storytelling Festival) ― ежегодный фестиваль устного рассказа, который проходит с четверга по субботу после Дня труда в городе Чилликоте, штат Огайо, США. Сказители со всей страны выступают со своими любимыми произведениями перед тысячами школьников и любителей истории. Проведением фестиваля занимается некоммерческая организация местных волонтёров и рассказчиков.

## История
История сказительства в южном Огайо уходит корнями к традициям коренных народов США. Племена шауни и минго, населявшие южную часть штата сохранили свою историю посредством устных рассказов, передаваемых из поколения в поколение. Пионеры, которые впоследствии поселились в тех же местах, имели свою собственную традицию рассказов о своих предках. Путешественники, проходя группами вдоль подземной железной дороги, также любили рассказывать различные истории, чтобы скоротать время в пути.
Билл Маккелл, местный сказитель и бизнесмен, однажды побывал на Национальном фестивале устного рассказа и на подобном ему фестивале в Кентукки. Поскольку в Огайо до этого подобных мероприятий не проводилось, Маккелл возглавил комитет местных волонтёров, разработал план организации и добился грантов и пожертвований. Первый фестиваль устного рассказа в Чилликоте (исторической столице штата Огайо), состоялся в 2004 году.
На протяжении ряда лет фестиваль проходил на различных площадках: городской театр, библиотека, лекторий Беннет-холл, филиал Университета Огайо, парк Йоктанги, и т. п.

## Фестиваль
Фестиваль начинается в четверг вечером с официального приём сказителей и концерта. В пятницу тысячи студентов и школьников слушают выступающих. Те, кто не мог приехать в Чилликоте, могут принять участие посредством видеоконференции. Начиная с 2009 года в пятницу вечером выступают рассказчики с историями о привидениях.